# Lemme de Margulis
Le lemme de Margulis est un résultat de géométrie riemannienne, branche de la géométrie qui étudie les espaces courbes munis d'une métrique. Il est nommé en l'honneur du mathématicien russe Gregori Margulis qui en établit une version de référence en 1975, mais celle-ci s'inscrit dans une succession de nombreux résultats apparentés.
Le lemme porte sur les sous-groupes du groupe des isométries d'une variété à courbure négative  mais bornée ; il s'applique donc notamment au cadre de la géométrie hyperbolique. L'idée générale de l'énoncé est que, quand on limite l'écart entre les points et les images en dessous d'une certaine valeur (la constante de Margulis), les orbites d'un tel groupe ont nécessairement une structure simple. Dans une formulation plus géométrique, cela conduit à une décomposition entre les parties "mince" et "épaisse" de la variété, les parties dites minces ayant une structure simple.

## Formulation algébrique pour les variétés à courbure négative

### Énoncé
Un des énoncés classiques du lemme de Margulis est le suivant
Lemme de Margulis — 
Soit {\displaystyle X} une variété riemannienne, simplement connexe, à courbure sectionnelle négative et bornée. On note d la distance induite par la métrique riemannienne. Il existe des constantes {\displaystyle C,\varepsilon >0} telles qu'on ait la propriété suivante : pour tout sous-groupe discret {\displaystyle \Gamma } du groupe des isométries de {\displaystyle X}, pour tout {\displaystyle x\in X}, en notant
{\displaystyle F_{x}=\{g\in \Gamma :d(x,g\cdot x)<\varepsilon \}}
alors le sous-groupe engendré par {\displaystyle F_{x}} contient un sous-groupe nilpotent d'indice inférieur à {\displaystyle C}.
On peut en donner une reformulation équivalente : pour toute
partie {\displaystyle F} du groupe d'isométries qui vérifie les propriétés 
- il existe {\displaystyle x\in X} tel que {\displaystyle \forall g\in F:d(x,g\cdot x)<\varepsilon } ;
- le groupe {\displaystyle \langle F\rangle } engendré par {\displaystyle F} est discret ;

on a :  {\displaystyle \langle F\rangle } contient un sous-groupe nilpotent d'indice inférieur à {\displaystyle \leq C}.

### Constante de Margulis
La recherche de la  valeur optimale du {\displaystyle \varepsilon } figurant dans le théorème précédent est alors un problème intéressant ; on lui donne le nom de constante de Margulis. 
Plus précisément, on peut chercher une valeur optimale ne dépendant en fait que de la dimension et de la borne inférieure sur la courbure. Quitte à normaliser cette borne inférieure à la valeur -1, on obtient une quantité qui ne dépend que de la dimension et est appelée la constante de Margulis en dimension {\displaystyle n}.
Un autre type de problème intéressant est la recherche de la constante de Margulis de certains espaces particuliers, par exemple les espaces hyperboliques (de courbure constante -1). Ainsi :
- la constante de Margulis du plan hyperbolique vaut {\displaystyle 2\operatorname {arsinh} \left({\sqrt {\frac {2\cos(2\pi /7)-1}{8\cos(\pi /7)+7}}}\right)\simeq 0.2629}[2];
- plus généralement la constante de Margulis {\displaystyle \varepsilon _{n}} de l'espace hyperbolique de dimension {\displaystyle n} vérifie[3] :

{\displaystyle c^{-n^{2}}<\varepsilon _{n}<K/{\sqrt {n}}} pour des valeurs {\displaystyle 0<c<1,K>0}.

### Cas particulier des espaces symétriques, voisinages de Zassenhaus
Parmi les exemples de variétés à courbure négative particulièrement étudiés figurent les espaces symétriques associés à des groupes de Lie semi-simples. Dans ce cadre, le lemme de Margulis admet un énoncé très algébrique qui avait en fait été établi auparavant par Hans Zassenhaus.
Si {\displaystyle G} est un groupe de Lie semi-simple il existe {\displaystyle \Omega }, voisinage de l'identité dans {\displaystyle G} et une valeur {\displaystyle C>0} telle que tout sous-groupe discret {\displaystyle \Gamma } engendré par {\displaystyle \Gamma \cap \Omega } contient un sous-groupe nilpotent d'indice {\displaystyle \leq C}. 
Un tel voisinage {\displaystyle \Omega } est qualifié de voisinage de Zassenhaus de {\displaystyle G}. Si {\displaystyle G} est compact ce théorème est équivalent au théorème de Jordan-Schur.

## Conséquence géométrique: décomposition en parties mince et épaisse
Soit {\displaystyle M} une variété riemannienne et soit {\displaystyle \varepsilon >0}. La partie mince de {\displaystyle M} est formée par les points {\displaystyle x\in M} tels que le rayon d'injectivité de {\displaystyle M} en {\displaystyle x} est inférieur à {\displaystyle \varepsilon } ; on la note ordinairement {\displaystyle M_{<\varepsilon }}. La partie épaisse, notée ordinairement {\displaystyle M_{\geq \varepsilon }}, est le complémentaire. Ainsi on a la partition {\displaystyle M=M_{<\varepsilon }\cup M_{\geq \varepsilon }}.
Lorsque {\displaystyle M} est à courbure négative et {\displaystyle \varepsilon } est inférieure à la constante de Margulis du revêtement universel {\displaystyle {\widetilde {M}}} de {\displaystyle M}, les composantes de la partie mince ont une structure très simple. 
Si on considère de façon plus spécifique le cas des variétés hyperboliques de volume fini, en prenant {\displaystyle \varepsilon } inférieur à la constante de Margulis de {\displaystyle \mathbb {H} ^{n}} et {\displaystyle M} un espace hyperbolique de dimension {\displaystyle n}, alors il y a deux sortes de composantes dans la partie mince :
- les cusps, composantes non bornées, qui sont difféomorphes au produit d'un cercle et d'un espace plat de dimension {\displaystyle (n-1)} ;
- les tubes de Margulis , qui sont des voisinages de géodésiques fermées de {\displaystyle M} de longueur {\displaystyle <\varepsilon } on {\displaystyle M}. Ces composantes sont bornées, et si {\displaystyle M} est orientable, elles sont difféomorphes au produit d'un cercle et d'une boule de dimension {\displaystyle n-1}.

Notamment, une variété hyperbolique de volume finie est difféomorphe à l'intérieur d'une variété compacte à bord (bord éventuellement vide).

## Autres applications
Le lemme de Margulis joue un rôle important dans l'étude des variétés à courbure négative. Outre la décomposition en parties mince et épaisse, on peut citer les applications suivantes
- Le lemme du collier décrit de façon plus précise les composantes de la partie mince. Il énonce que toute géodésique fermée de longueur {\displaystyle \ell <\varepsilon } sur une surface hyperbolique est contenu dans un cylindre plongé de diamètre de l'ordre de {\displaystyle \ell ^{-1}}.
- Le lemme de Margulis fournit directement une réponse existentielle au problème de la recherche du covolume minimal parmi les variétés hyperboliques : comme le volume d'un tube de Margulis peut être borné par dessous à l'aide de la seule dimension, il y a une bonré inférieure strictement positive aux volumes des variétés hyperboliques de dimension {\displaystyle n}, et ce pour tout {\displaystyle n}[6].
- L'existence de voisinages de Zassenhaus est un ingrédient clef de la preuve du théorème de Kazhdan-Margulis.
- Le théorème de Jordan-Schur peut aussi être vu comme un corollaire de l'existence de ces

voisinages de Zassenhaus.